# Caenurgia fortalitium
Caenurgia fortalitium är en fjärilsart som beskrevs av August Michael Tauscher 1809.
Caenurgia fortalitium ingår i släktet Caenurgia och familjen nattflyn. Inga underarter finns listade i Catalogue of Life.